# Astérix and the Secret Mission
Astérix and the Secret Mission est un jeu vidéo de plates-formes développé et édité par Sega, sorti en 1993 sur Master System et Game Gear.

## Histoire
Alors que les Romains encerclent le village d’Armorique où vivent ces Gaulois qui résistent encore et toujours à l’envahisseur, le druide Panoramix découvre que le village entier est atteint d'un rhume violent dû à l'absence de potion magique. Malheureusement; il lui manque quelques ingrédients essentiels pour préparer une nouvelle dose de potion magique. Les deux héros attitrés du village, Astérix et Obélix, partent en mission secrète à travers tout l’Empire afin de ramener les précieux ingrédients sans que les Romains ne se rendent compte que le village est sans défense.